# Ford Synergy 2010
Der Ford Synergy 2010 ist der Konzeptentwurf von 1996 eines Autos der Zukunft. Er wurde anhand der Ziele der PNGV („Partnership for a New Generation of Vehicles“) entwickelt. Das Konzept des Ford Synergy ging nie in Produktion, allerdings wurden einige Ansätze des Autos in späteren Modellen umgesetzt.

## Organisation
PNGV ist die Abkürzung für „Partnership for a New Generation of Vehicles“. Diese Organisation wurde 1993 in den USA ins Leben gerufen. Ihre Ziele beinhalteten zu einem in den USA wettbewerbsfähig zu bleiben und zum anderen bei der fortlaufenden Entwicklung neuer Technologien – wie beispielsweise neuer Fahrzeuge – die Umwelt zu schützen. Die Kraftstoffeffizienz und die Recyclingfähigkeit sollten bei ebenfalls sinkenden Emissionen verbessert werden. Weiterhin sollten Punkte wie Betriebskosten und Sicherheit konstant bleiben. Zu den Partnern der Organisation zählen  Ford und Chrysler, ebenso wie General Motors. 1996 stellte die Organisation dann das Konzept des zukunftsorientierten Autos auf der North American International Auto Show in Detroit, Michigan vor. Das Konzept des Ford Synergy ging jedoch nie in Produktion. Allerdings wurden einige Ansätze des Autos in heutigen Modellen umgesetzt.

## Konzept

### Technik
Anhand der PNGV-Ziele wurde der Ford Synergy parallel zu Studien bei GM und Crysler entwickelt. Das Ziel eines Kraftstoffverbrauchs von 80 Meilen pro Gallone (mpg), das heißt unter 3 l/100 km, sollte durch 33 % Gewichtseinsparung im Vergleich zu gängigen Autos erreicht werden. Das Ziel lag bei weniger als 1000 kg.
Die Energieversorgung sollte durch ein Hybridsystem gewährleistet werden. Ein 1-Liter-Motor im Heck, der mit mehreren Kraftstoffen betrieben werden könnte, sollte Generatoren antreiben, die wiederum weitere Elektromotoren an den Rädern mit Strom versorgen. Im vorderen Teil des Autos war ein System zur Rückgewinnung überschüssiger Energie aus dem Motor oder vom Bremsen vorgesehen. Diese war für die Beschleunigung des Autos oder zum Bergauffahren vorgesehen.
Zusätzlich gab es im Ford ein Spracherkennungssystem. Dadurch sollte das Auto durch verbale Befehle das Telefonbuch steuern können.

### Erscheinungsbild
Der Ford Synergy sollte nicht nur durch Technik zukunftsweisend sein, sondern auch durch sein äußeres Erscheinungsbild. Das Leitbild des Autos war die Vorstellung, wie ein Familienauto im Jahr 2010 aussehen könnte.

„Ästhetisch zeichnete er sich durch kuriose Formen aus, mit aus der Karosserie herausragenden vorderen Radkästen, halb gewölbten Hinterrädern, sich nach hinten öffnenden oder selbstmörderischen Hecktüren sowie einem tropfenförmigen Heck im Stil der Art-deco Autos der 1920er- und 1930er Jahre.“